# If Leaving Me Is Easy
If Leaving Me Is Easy é uma canção composta por Phil Collins em seu álbum de 1981, Face Value. Lançado como o terceiro single do álbum, atingiu a 17ª posição no Reino Unido, mas não foi lançado como single nos Estados Unidos.

## Participação de Eric Clapton
Este foi o primeiro de dois singles com a participação de Eric Clapton. O outro single foi I Wish It Would Rain Down, do último álbum de Collins de 1980, ...But Seriously. Collins admitiu posteriormente ao The Mail on Sunday que a parceria contribuiu para o desgaste da relação entre eles, quando da gravação do single.

## Charts
| Chart (1981)         | Position |
| -------------------- | -------- |
| German Singles Chart | 61       |
| UK Singles Chart     | 17       |

## Equipe
- Phil Collins: Piano Rhodes, bateria, vocal, sintetizador
- Alphonso Johnson: Baixo
- Eric Clapton: Guitarra
- Daryl Stuermer: Guitarra
- Don Myrick: Saxofone alto
- Rahmlee Michael Davis e Michael Harris: Fliscorne
- Arranjo de cordas por Arif Mardin